# Chiesa Nuova
Santa Maria in Vallicella je cerkev v Rimu poznana tudi kot Chiesa Nuova. Je glavna cerkev oratorijancev, Cerkvene kongregacije duhovnikov, ki jo je ustanovil sv. Filip Neri v 16. stoletju.

## Zgodovina
Že sveti papež Gregor Veliki je v 12. stoletju tu postavil cerkev posvečeno Mariji. Ko je leta 1575 papež Gregor XIII. potrdil red sv. Filipa Nerija jim je podelil to cerkev, kot njihovo materno cerkev. Ta je s pomočjo papeža in kardinala Cesija prenavljal cerkev. V začetku je bil arhitekt Matteo di Città di Castello, kasneje pa Martino Longhi starejši.
Ladja je bila postavljena leta 1577, cerkev sama pa posvečena leta 1599. Fasada je bila izdelana okoli leta 1606 in je delo Fausta Rughesia.

## Opis
Notranjost cerkve je klasično baročna in je podobna cerkvi Il Gesu. Je bogato poslikana s freskami s prizori iz stare in nove zaveze.
V cerkvi so ustvarjali številni znani umetniki npr. Peter Pavel Rubens, Caravaggio, Cerini in drugi.
Cerkev je bila leta 2006 obnovljena.